# Lijst van Nieuw-Zeelandse ministers van Financiën
Dit artikel bevat een lijst van de Nieuw-Zeelandse ministers van Financiën.
De functie van minister van Financiën bestaat sinds 1841, aanvankelijk onder de titel koloniaal schatkistbewaarder. De naam werd in 1907 aangepast naar minister van Financiën, kort nadat de status van Nieuw-Zeeland veranderde van kolonie naar dominion. In het verleden werd de functie van premier en minister van Financiën meerdere keren door dezelfde persoon bekleed. De laatste die dat deed was Robert Muldoon in 1984.
Als gevolg van een coalitieakkoord tussen New Zealand First en de National Party werd de functie in 1996 opgesplitst in het ambt van minister van Financiën en het ambt schatkistbewaarder. De schatkistbewaarder genoot senioriteit boven de minister van Financiën. In 2002 werd de functie van schatkistbewaarder weer opgeheven.

## Ministers van Financiën
| #  | Naam                      | Periode functie | Partij |
| -- | ------------------------- | --------------- | ------ |
| 1  | George Cooper             | 1841 - 1842     |        |
| 2  | Alexander Shepherd        | 1842 - 1856     |        |
| 3  | Dillon Bell               | 1856            |        |
| 4  | Charles Brown             | 1856            |        |
| 5  | Henry Sewell              | 1856            |        |
| 6  | William Richmond          | 1856 - 1859     |        |
|    | Henry Sewell              | 1859            |        |
|    | William Richmond          | 1859 - 1861     |        |
| 7  | Reader Wood               | 1861 - 1862     |        |
|    | Dillon Bell               | 1862            |        |
|    | Reader Wood               | 1862 - 1864     |        |
| 8  | William Fitzherbert       | 1864 - 1865     |        |
| 9  | Edward Stafford           | 1865 - 1866     |        |
| 19 | Francis Jollie            | 1866            |        |
|    | William Fitzherbert       | 1866 - 1869     |        |
| 11 | Julius Vogel              | 1869 - 1872     |        |
| 12 | Thomas Gillies            | 1872            |        |
|    | Julius Vogel              | 1872 - 1875     |        |
| 13 | Harry Atkinson            | 1875 - 1876     |        |
|    | Julius Vogel              | 1876            |        |
|    | Harry Atkinson            | 1876 - 1877     |        |
| 14 | William Larnach           | 1877 - 1878     |        |
| 15 | John Ballance             | 1878 - 1879     |        |
| 16 | George Grey               | 1879            |        |
|    | Harry Atkinson            | 1879 - 1884     |        |
|    | Julius Vogel              | 1884 - 1887     |        |
|    | Harry Atkinson            | 1887 - 1891     |        |
|    | John Ballance             | 1891 - 1893     | LP     |
| 17 | Joseph Ward               | 1893 - 1896     | LP     |
| 18 | Richard Seddon            | 1896 - 1906     | LP     |
| 19 | William Hall-Jones        | 1906            | LP     |
|    | Joseph Ward               | 1906 - 1912     | LP     |
| 20 | Arthur Myers              | 1912            | LP     |
| 21 | James Allen               | 1912 - 1915     | RP     |
|    | Joseph Ward               | 1915 - 1919     | LP     |
|    | James Allen               | 1919 - 1920     | RP     |
| 22 | William Massey            | 1920 - 1925     | RP     |
| 23 | William Nosworthy         | 1925 - 1926     | RP     |
| 24 | William Downie Stewart Jr | 1926 - 1928     | RP     |
|    | Joseph Ward               | 1928 - 1930     | UP     |
| 25 | George Forbes             | 1930 - 1931     | UP     |
|    | William Downie Stewart Jr | 1931 - 1933     | RP     |
| 26 | Gordon Coates             | 1933 - 1935     | RP     |
| 27 | Walter Nash               | 1935 - 1949     | LP     |
| 28 | Sidney Holland            | 1949 - 1954     | NP     |
| 29 | Jack Watts                | 1954 - 1957     | NP     |
| 30 | Arnold Nordmeyer          | 1957 - 1960     | LP     |
| 31 | Harry Lake                | 1960 - 1967     | NP     |
| 32 | Robert Muldoon            | 1967 - 1972     | NP     |
| 33 | Bill Rowling              | 1972 - 1974     | LP     |
| 34 | Bob Tizard                | 1974 - 1975     | LP     |
|    | Robert Muldoon            | 1975 - 1984     | NP     |
| 35 | Roger Douglas             | 1984 - 1988     | LP     |
| 36 | David Caygill             | 1988 - 1990     | LP     |
| 37 | Ruth Richardson           | 1990 - 1993     | NP     |
| 38 | Bill Birch                | 1993 - 1999     | NP     |
| 39 | Bill English              | 1999            | NP     |
|    | Bill Birch                | 1999            | NP     |
| 40 | Michael Cullen            | 1999 - 2008     | LP     |
|    | Bill English              | 2008 - 2016     | NP     |
| 41 | Steven Joyce              | 2016 - 2017     | NP     |
| 42 | Grant Robertson           | 2017 - 2023     | LP     |
| 43 | Nicola Willis             | 2023 - heden    | NP     |

## Schatkistbewaarder
| # | Naam           | Periode functie | Opmerking |
| - | -------------- | --------------- | --------- |
| 1 | Winston Peters | 1996 - 1998     | NZ        |
| 2 | Bill Birch     | 1998 - 1999     | NP        |
| 3 | Bill English   | 1999            | NP        |
| 4 | Michael Cullen | 1999 - 2002     | LP        |

### Afkortingen
| Afkorting | Partij                     | Opmerkingen           |
| --------- | -------------------------- | --------------------- |
| NP        | New Zealand National Party | conservatief          |
| NLP       | New Zealand Labour Party   | sociaaldemocratisch   |
| LP        | New Zealand Liberal Party  | conservatief-liberaal |
| RP        | Reform Party               | conservatief          |
| UP        | United First               | liberaal              |
| NZ        | New Zealand First          | nationalistisch       |